# Уголіно Вісконті
Уголіно Вісконті (італ. Ugolino Visconti; д/н — 1298) — останній юдик (володар) Галлурського юдикату у 1275—1298 роках. Відомий як Ніно.

## Життєпис
Походив з роду Пізанських Вісконті. Син Джованні Вісконті, юдика Галлури, і його другої дружини — доньки Уголіно делла Герардески, графа Донатіко. Народився між 1260 і 1265 роками. У 1268 році разом з родиною перебрався до Пізи. У 1274 році внаслідок перемоги партії гібеллінів родину Вісконті було вигнано з Пізи. У 1275 році помирає батько. Невдовзі помирає старший брат Уголіно — лапо. За цих умов його оголошено новим юдиком Галлури.
1276 році внаслідок укладання миру між тосканськими гвельфами, яких представляли Лукка і Флоренція, та гібеллінською Пізою, Уголіно вісконті відновив статус громадянина, повернув своє майно. З 1278 року став долучатися до державних справ Пізи.
У 1286 році разом з дідом Уголіно делла Герардески обирається капітаном народу Пізанської республіки. 1287 року стає подестою Пізи. Нагамався припинити конфлікти між гвельфами і гібеллінами. Невдовзі Пізанський архієпископ Руджері Убальдіні розпочав інтриги проти Герардескиі Вісконті, внаслідок чого конфлікти між ними переросли у відкриту ворожнечу. У 1288 році Вісконті разом з Убальдіні очолив повалення Уголіно делла Герардески, якого разом з синами заморили голодом. Того ж року Уголіно вісконті позбавлений влади Руджері Убальдіні, що став подестою. Але вже у 1289 році за підтримки гібеллінів Вісконті повалив Убальдіні, який решту життя провів в своєму маєтку.
Втім через недовіру з боку гібеллінів у 1290 році вигнаний з міста. Почав перемовини з гвельфами Генуї, Лукки і Флоренції щодо спільних дій проти гібеллінів Пізи. В цей час затоваришував з Данте Аліг'єрі (в подальшому той розмістив Вісконті в розділі «Чистилище» твору «Божественна комедія»).
Згодом зміг повернутися до Пізи, але у 1293 році Уголіно Вісконті знову було вигнано з міста. В наступні роки подорожував Флоренцією, Сієною і Луккою. Зрештою повернувся до Галлурського юдикату, де помер 1298 року. Ще до того — 1297 року папа римський Боніфацій VIII оголосив про утворення королівства Корсики і Сардинії, яку передав Арагону.
Йому спадкувала донька Джжованна. Але вона не приступила до своїх обов'язків, оскільки юдикату було приєднано до Пізанської республіки. В подальшому Джованна Вісконті продала свої права на Галлури Аццо Вісконті.

## Родина
Дружина — Беатриса, донька Обіццо II д'Есте, маркіза Феррари
Діти:
- Джованна (1297—1339), дружина Ріццардо II, да Каміно, сеньйора Тревізо